# University of New Hampshire

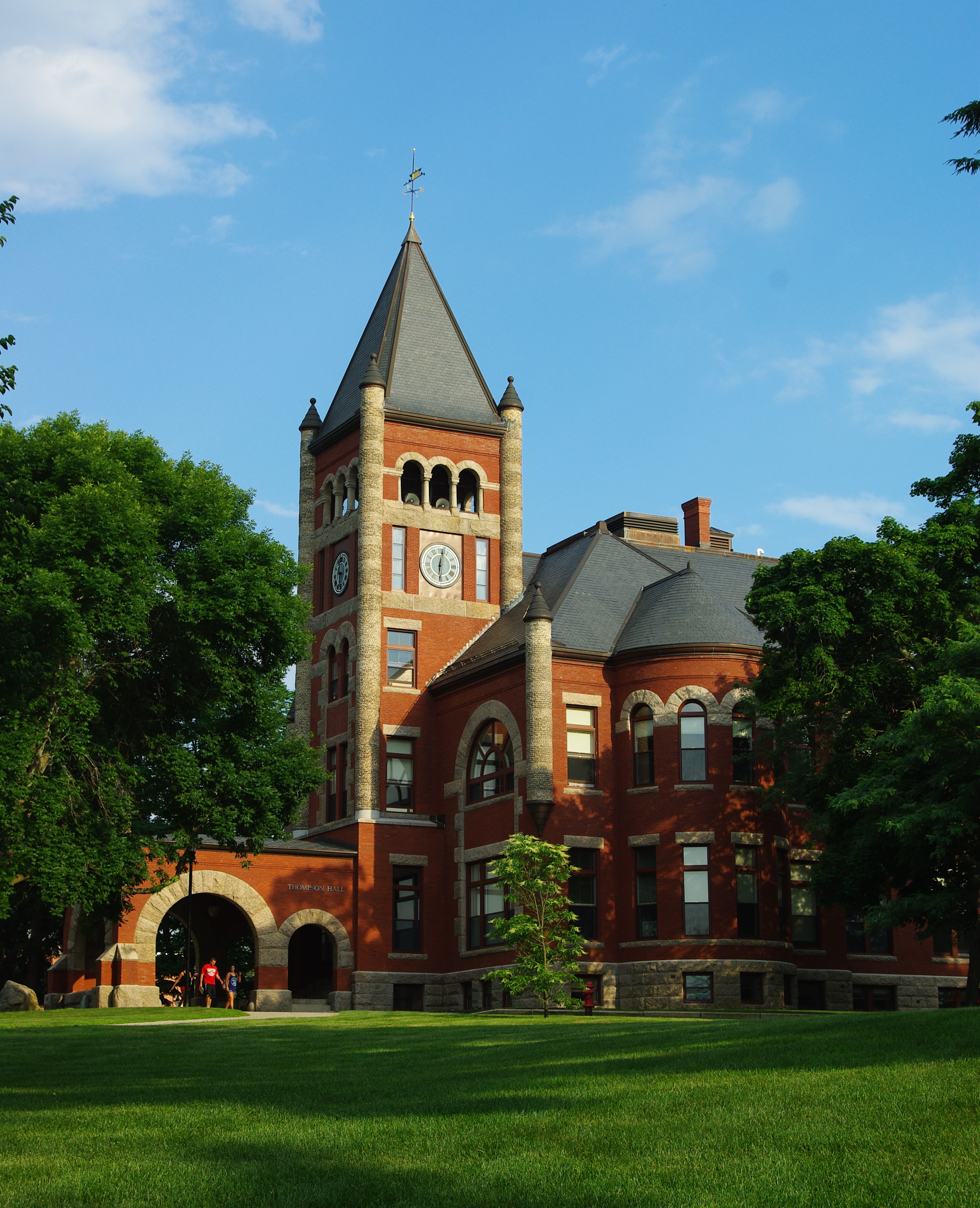
Thompson Hall, 1892 erbaut

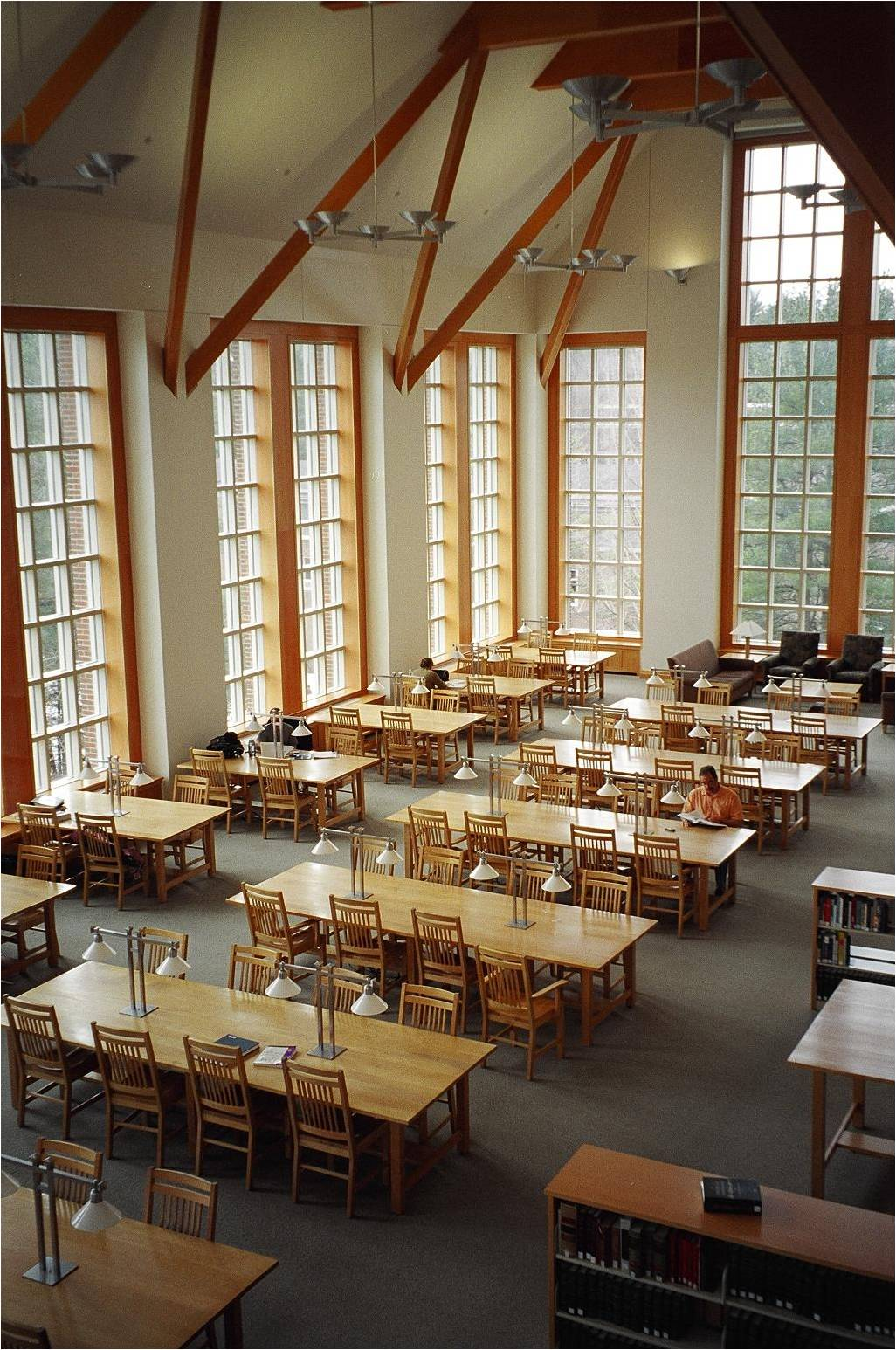
Hubbard Reading Room, Dimond Library

Die University of New Hampshire (auch UNH) ist eine staatliche Universität mit dem Hauptcampus in Durham sowie einem College in Manchester. Mit 15.000 Studenten ist die UNH die größte Universität im US-Bundesstaat New Hampshire.

## Geschichte
1866 wurde die Universität als New Hampshire College of Agriculture and the Mechanic Arts in Hanover gegründet. Nach einer Grundstücksschenkung zog die Universität 1893 nach Durham. 1923 wurde schließlich der Name in University of New Hampshire geändert.

## Organisation
Die Universität besteht aus sieben Colleges und Schulen:
- College of Engineering and Physical Sciences (CEPS)
- College of Liberal Arts (COLA)
- College of Life Sciences and Agriculture (COLSA)
- College of Health and Human Services (CHHS)
- Whittemore School of Business and Economics (WSBE)
- University of New Hampshire at Manchester (UNHM)
- Thompson School of Applied Science
- The Graduate School
- Franklin Pierce School of Law (UNH Law)

## Sport
Die Sportteams der UNH nennen sich die Wildcats. Die Universität ist Mitglied der America East Conference.

## Bekannte Absolventen
- Michael D’Antonio (* 1955) – Journalist, Sachbuch- und Drehbuchautor
- Casey DeSmith (* 1991) – Eishockeytorwart
- Linda Katherine Escobar (1940–1993) – Botanikerin und Hochschullehrerin
- Warren Foegele (* 1996) – Eishockeyspieler
- John Irving (* 1942) – Romanautor
- Jason Krog (* 1975) – Eishockeyspieler
- Rod Langway (* 1957) – Eishockeyspieler und -trainer
- John Lynch (* 1952) – ehemaliger Gouverneur von New Hampshire
- Jay Miller (* 1960) – Eishockeyspieler
- Brett Pesce (* 1994) – Eishockeyspieler
- James van Riemsdyk (* 1989) – Eishockeyspieler
- Trevor van Riemsdyk (* 1991) – Eishockeyspieler

## Bekannte Hochschullehrer
- Zhang Yitang (* 1955), Mathematiker, ihm gelang 2013 ein Durchbruch bei der Primzahlzwillingsvermutung
- Kenneth Appel (1932–2013), Mathematiker, bewies mit Wolfgang Haken 1977 den Vier-Farben-Satz